# Phare de Peshtigo Reef
 (septembre 2023).
Si vous disposez d'ouvrages ou d'articles de référence ou si vous connaissez des sites web de qualité traitant du thème abordé ici, merci de compléter l'article en donnant les références utiles à sa vérifiabilité et en les liant à la section « Notes et références ».
 (septembre 2023).
Le phare de Peshtigo Reef (en Peshtigo Reef Light), est un phare du lac Michigan situé au large du port de Green Bay dans le Comté de Marinette, Wisconsin. Il a remplacé en 1936 le bateau-phare n°77 Peshtigo  sur le haut-fond du même nom.
Ce phare est inscrit au Registre national des lieux historiques depuis le 2 mai 2007 sous le n° 07000404 .

## Historique
Le récif de Peshtigo fait saillie à environ quatre milles du point, un danger important pour la navigation dans la région. Le danger a été financé par un crédit (appropriation bill (en)) de 1866 qui prévoyait la construction d'un amer sur ce haut-fond ainsi que le phare de Chambers Island. La balise de jour a été érigée l'année suivante et consistait en une tour à claire-voie posée sur un berceau[Quoi ?] en bois. 
L'United States Lighthouse Board a commencé à envisager le remplacement de la balise de jour dans les années 1890, car l'ancienne balise n'était pas fiable. L'établissement d'une bouée et d'un phare a été refusé en raison de la glace en hiver. Finalement, en 1898, le conseil[Lequel ?] a demandé qu'un bateau-phare soit construit pour l'endroit. Cette demande a finalement été honorée par le Congrès[Lequel ?] en 1902 et le bateau-phare n°77 de 1905 a été livré à la station de Sturgeon Bay et il est entré en fonction en avril de l'année suivante. 
Le bateau-phare n'était pas une solution idéale car il devait être retiré chaque automne à cause de la glace. Le trafic de charbon étant important, il fallait qu'un feu fixe permanent marque le haut-fond plus efficacement. Par conséquent, en 1936 un phare a été installé sur la zone. 
Ce phare est de construction similaire au phare de Green Bay. Un berceau en bois a d'abord été placé sur le fond, et un anneau de plaques d'acier a été placé au-dessus. Cet anneau en acier est devenu la forme extérieure de la fondation, qui a été coulée sur place en béton. Le sous-sol ainsi formé abritait le générateur et le stockage d'huile[à vérifier] qui alimentait la lumière. Une lumière temporaire a été érigée sur cette fondation, permettant ainsi le départ du bateau-phare et les travaux ont commencé sur la superstructure. Il s'agit d'un habitat cylindrique de 7,60 m de diamètre et divisée en deux pièces pour fournir des logements temporaires au personnel d'entretien. La tour proprement dite est située sur le haut de l’habitation et est surmontée de la lanterne. Toute la superstructure était initialement peinte en blanc, à l'exception de la lanterne, qui était noire. Une lentille de Fresnel du quatrième ordre a été installée. Le signal de brouillard initial était un klaxon diaphragmatique à moteur diesel, complété par une cloche. 
Ce phare n'a jamais été occupée en permanence ; les locaux d'habitation ont été fournis au cas où ceux qui entretiennent la lumière ne pourraient pas retourner immédiatement sur le continent. La lumière a été entretenue par le personnel du phare de Sherwood Point sur la rive opposée de la baie, qui contrôlait également le signal de brouillard via une liaison radio. Finalement, un câble sous-marin a été acheminé vers le phare et les générateurs ont été retirés. Une bande rouge a également été appliquée à la tour comme marque de jour.

## Description
Le phare  est une tour cylindrique en acier de 20 m de haut, avec une galerie et une lanterne circulaire, montée sur un socle circulaire en béton. Le phare est peint en blanc, avec une bande rouge, et la lanterne est noire.
Il émet, à une hauteur focale de 22 m, un bref éclat blanc de 0,6 secondes par période de 6 secondes. Sa portée est de 9 milles nautiques (environ 17 km). Il est équipé d'une corne de brume émettant un souffle toutes les 30 secondes, du premier mai au 20 octobre selon besoin.

## Caractéristiques dufeu maritime
Fréquence : 6 secondes (W)
- Lumière : 0.6 seconde
- Obscurité : 5.4 secondes

Identifiant : ARLHS : USA-951 ; USCG :  7-21990 .

### Lien connexe
- Liste des phares du Wisconsin